# Jeppe på bjerget (1933)
Jeppe på bjerget är en norsk komedifilm från 1933 i regi av Harry Ivarson och Per Aabel. Filmen bygger på Ludvig Holbergs pjäs från 1722 och i titelrollen ses Hauk Aabel.

## Rollista
- Hauk Aabel – Jeppe
- Lydia Opøien – Nille
- Thomas Thomassen – Jacob skomakare
- Erling Drangsholt – baronen
- Ellen Sinding – baronens vän
- Einar Tveito – Jesper, fogde
- Elsa Sandø – fogdens hustru
- Toralf Sandø – Per Degn
- Joachim Holst-Jensen – baronens vän
- Andreas Aabel – en skomakarlärling
- Carl Hagerup Aspevold – en lakej
- Ragna Bulie – baronens vän
- Sophus Dahl – en bonde
- Leif Enger – Musicus
- Arne Kleve – en bonde
- Birger Lødner – en lakej
- Rudolf Mjølstad – en bonde
- Thorleif Reiss – Victor
- Nanna Stenersen – baronens vän
- Leif Juster (ej krediterad)

## Om filmen
Jeppe på bjerget bygger på Ludvig Holbergs pjäs från 1722. Pjäsen hade tidigare filmatiserats i Danmark 1908 och detta var således andra gången som pjäsen blev film. Den producerades av Viking-Film AS med Leif Sinding  som produktionsledare. Den regisserades av Harry Ivarson och Per Aabel och Ivarson skrev även manus tillsammans med Sinding. Den fotades av Reidar Lund och klipptes av Ivarson och Sinding. Premiären ägde rum den 30 oktober 1933 i Norge.